# Salix tracyi
Salix tracyi — вид квіткових рослин із родини вербових (Salicaceae).

## Морфологічна характеристика
Це кущ 1–6 метрів. Гілки від сіро-бурих до червоно-бурих, сильно-слабо сизі, голі; гілочки від жовто-коричневого до червоно-коричневого забарвлення, (слабко сизуваті), голі чи рідко або помірно оксамитові чи повстяні. Листки на ніжках 5–11 мм; найбільша листкова пластина зворотно-ланцетна чи еліптична, 55–96 × 15–34 мм; краї цільні, вигнуті чи зубчасті; верхівка від загостреної до гострої; абаксіальна (низ) поверхня поверхня сірувата, слабо запушена до помірно повстистої чи голої, волоски (білі, іноді також залозисті), прямі чи зігнуті; адаксіальна поверхня злегка блискуча, розріджено-повстисто-запушена до майже голої; молода пластинка червонувата, дуже густо запушена чи від трохи запушеної до майже голої абаксіально, волоски білі, іноді також залозисті. Сережки розквітають під час або безпосередньо перед появою листя; тичинкові 17–30 × 7–9 мм, маточкові 17–42 × 6–11 мм. Коробочка 2.4–3.6 мм. Цвітіння: початок квітня —початок травня.

## Середовище проживання
США (Орегон, Каліфорнія). Населяє береги та заплави, піщані, гравійні чи кам'янисті субстрати, часто серпантини; 90–500 метрів.

## Використання
Усі верби виробляють саліцин, який хімічно близький до аспірину. Корінні американці використовували різні препарати з верби для лікування зубного болю, болю в животі, діареї, дизентерії та лупи. Корінні американці також використовували гнучкі стебла верби для виготовлення кошиків, луків, стріл, черпаків, пасток і пасток для риби та ондатри.